# Lenore Coffee
Lenore Coffee, nata Lenore Jackson Coffee (San Francisco, 13 luglio 1896 – Woodland Hills, 2 luglio 1984), è stata una sceneggiatrice, commediografa e scrittrice statunitense.

## Filmografia
- The Better Wife, regia di William P.S. Earle (1919)
- The Forbidden Woman, regia di Harry Garson (1920)
- The Fighting Shepherdess, regia di Edward José, Millard Webb (1920)
- For the Soul of Rafael, regia di Harry Garson (1920)
- Hush, regia di Harry Garson - sceneggiatura (1921)
- Alias Ladyfingers, regia di Bayard Veiller (1921)
- The Right That Failed, regia di Bayard Veiller - adattamento (1922)
- The Face Between, regia di Bayard Veiller - sceneggiatura (1922)
- Sherlock Brown, regia di Bayard Veiller (1922)
- The Dangerous Age, regia di John M. Stahl (1923)
- Temptation, regia di Edward LeSaint (1923)
- Wandering Daughters, regia di James Young (1923)
- Daytime Wives, regia di Émile Chautard (1923)
- Strangers of the Night, regia di Fred Niblo (1923)
- The Six-Fifty, regia di Nat Ross (1923)
- The Age of Desire, regia di Frank Borzage (1923)
- Alba tonante (Thundering Dawn), regia di Harry Garson - soggetto e sceneggiatura (1923)
- Fools Highway, regia di Irving Cummings (1924)
- Bread
- The Rose of Paris, regia di Irving Cummings (1924)
- The Great Divide, regia di Reginald Barker (1925)
- The Swan, regia di Dimitri Buchowetzki (1925)
- Hell's Highroad, regia di Rupert Julian (1925)
- Graustark, regia di Dimitri Buchowetzki (1925)
- La più grande fiamma (East Lynne), regia di Emmett J. Flynn (1925)
- Il barcaiuolo del Volga (The Volga Boatman), regia di Cecil B. DeMille (1926)
- For Alimony Only, regia di William C. de Mille (1926)
- Fiore del deserto (The Winning of Barbara Worth), regia di Henry King (1926)
- The Night of Love, regia di George Fitzmaurice (1927)
- The Love of Sunya, regia di Albert Parker (1927)
- Lonesome Ladies, regia di Joseph Henabery (1927)
- The Angel of Broadway, regia di Lois Weber (1927)
- Chicago, regia di Frank Urson (1927)
- Ned McCobb's Daughter, regia di William J. Cowen (1928)
- Notti nel deserto (Desert Nights), regia di William Nigh (1929)
- The Bishop Murder Case, regia di Nick Grinde (1930)
- Street of Chance, regia di John Cromwell (1930)
- Mothers Cry, regia di Hobart Henley (1930)
- Naturich la moglie indiana (The Squaw Man), regia di Cecil B. DeMille (1931)